# 顧國輔
顧國輔（1538年—1594年），原姓张，字維德、又字惟德，號毅菴，南京金吾後卫軍籍直隸蘇州府崑山縣人。明朝政治人物。

## 生平
應天府鄉試第一百三十名，萬曆二年（1574年）登甲戌科會試第四十名，第二甲第六十一名進士，榜名張國輔。授刑部主事，升江西司郎中，十三年出任襄陽府知府，十七年十月擢浙江按察使副使，二十年以大計罷歸。家居二年，万历二十一年（1593年）赴京请求復姓顾，吏部起知寶慶府，次年四月卒於官，年五十七。

## 家族
曾祖父顾春；祖父張效；父張雷。母劉氏；繼母吳氏。具庆下。弟國勋。子顧起元、顾汝绍（顾起凤）、顾汝朴（顾起南）、顾汝懋（顾起贞）。